# Cryptocentrum silverstonei
Cryptocentrum silverstonei är en orkidéart som beskrevs av Germán Carnevali. Cryptocentrum silverstonei ingår i släktet Cryptocentrum, och familjen orkidéer. Inga underarter finns listade i Catalogue of Life.